# Juin 2010

## Faits marquants
- 3 juin :
  - une juge et un greffier abattus en plein tribunal à Bruxelles[1],[2] ;
  - six hommes se cloîtrent pour un an et demi pour simuler un voyage vers Mars[3] ;
  - fusillade en Grande-Bretagne: au moins 12 personnes tuées par un forcené, 25 blessées[4].

- 6 juin : à Sartrouville, 3 tours de la cité des Indes sont détruites.

- 7 juin : présentation du nouvel iPhone 4 ainsi que de son système d'exploitation, iOS.

- 9 juin : élections législatives aux Pays-Bas, remportées pour la première fois par le VVD.

- 11 juin : ouverture de la Coupe du monde de football 2010 en Afrique du Sud (jusqu'au 11 juillet) sans la présence de Nelson Mandela, endeuillé par la mort d'une de ses arrière-petites-filles.

- 13 juin : élections législatives fédérales en Belgique, marquées par la victoire des indépendantistes flamands de la Nieuw-Vlaamse Alliantie en Flandre et des socialistes chez les francophones.

- 15 juin et 16 juin : inondations spectaculaires et sans précédent à Draguignan et dans tout le département du Var. Un bilan humain très lourd : au moins 25 morts, une douzaine de disparus et des centaines de blessés partiels. La crue a causé de très nombreux dégâts matériels estimés à plus d'un milliard d'euros.

- 18 juin : célébration du 70e anniversaire de l'Appel du 18 Juin 1940 à Londres en présence du Prince Charles, du président de la république Nicolas Sarkozy, de sa femme Carla Bruni et du premier ministre britannique David Cameron et de sa femme Samantha Cameron.

- 19 juin : mariage de Victoria de Suède et de Daniel Westling

- 20 juin : élection présidentielle en Pologne (1er tour).

- 30 juin : séisme de magnitude 6,2 sur l'échelle de Richter dans le sud du Mexique.

## Autres événements
- La capsule de rentrée de la sonde spatiale japonaise Hayabusa atterrit en Australie après un périple de 7 ans.
- Sommet du G8 à Huntsville, au Canada.
- 1er juin : lancement de la 42e locale de France Bleu, France Bleu Maine au Mans, Sarthe.
- 3 juin : Fête-Dieu, jour férié en Autriche, en Suisse, au Brésil, en Colombie et dans certaines régions catholiques d'Allemagne.
- 5 juin : ouverture du festival Normandie impressionniste 2010
- 6 juin : conjonction entre Jupiter et Uranus.
- 8 juin : la Bretagne passe au numérique.
- 11 juin : l'Althing légalise le mariage homosexuel en Islande
- 26 juin :
  - cinquantenaire de l'indépendance de Madagascar;
  - éclipse lunaire pénombrale.

## Culture

### Musique
- 4 au 6 juin : festival du Rock am Ring en Allemagne.
- 11 et 12 juin : concert de Muse au stade de France
- 15 juin : concert de AC/DC au stade Charles-Ehrmann à Nice
- 18 juin : concert des Cranberries au Palais Nikaïa à Nice pour leur dernier concert en France de leur tournée.
- 26 juin :
  - concert d'Indochine au stade de France;
  - concert de Green Day au Parc des Princes.

### Cinéma

#### Films sortis en France en juin 2010
- 2 juin :
  - La Tête en friche
  - Sex and the City 2

- 16 juin :
  - L'Agence tous risques
  - Fatal

- 23 juin :
  - Kiss and Kill
  - Top Cops

- 30 juin :
  - Shrek 4 : Il était une fin
  - Millénium 2 : La Fille qui rêvait d'un bidon d'essence et d'une allumette

## Sport
catch 7 : début de the nexus